# 台湾電力1号形蒸気機関車
台湾電力1号形蒸気機関車は、かつて日本統治時代の台湾で台湾電力が使用したタンク式蒸気機関車である。なお、この名称は、台湾電力では形式を付与していなかったため、便宜的に呼称するものである。

## 概要
1920年（大正9年）に、アメリカのアメリカン・ロコモティブ（アルコ）クック工場で4両（製造番号 61719 - 61722）が製造された、車軸配置0-8-0(D)、軌間1,067mm（3ft6in）の飽和式2気筒単式のタンク機関車である。台湾電力が日月潭での水力発電所建設のために敷設した専用鉄道で使用するために購入されたもので、おそらく、その専用鉄道の建設工事にも使用された。番号は1 - 4、全長7,747mm、運転整備重量22.64tの小型機関車である。
同線は、1927年（昭和2年）5月1日付けで台湾総督府に買収され、台湾総督府鉄道の集集線となったが、その際に本形式は40形（40 - 43）に改番され、1937年（昭和12年）の称号規程改正では、D34形（番号不変）となっている。
台湾電力以来、本形式は二水機関庫に配置され、集集線で使用されていたが、1931年（昭和6年）には、番号順に基隆、台北、新竹、彰化に分散配置された。1932年（昭和7年）には非営業用とされ、温水洗缶装置を装備してボイラーの洗缶用となっている。その後、1938年（昭和13年）に4両とも廃車となった。
廃車後は、全機が民間に払い下げられたと推定されているが、行方が明確なのは43のみで、大日本製糖の彰化製糖所で使用され、1940年（昭和15年）に苗栗製糖所に移っている。その後の諸元記録から、本機は1,067mm軌間のまま使用されたと推定され、1952年（昭和27年）には台湾糖業公司で本機が使用されているという記録が残っている。
他の3両についての明確な記録は残っていないが、721という762mm軌間の0-8-0型タンク機が、1966年（昭和41年）に屏東にいたという記録がある。ここには720という同形機がおり、両機は本形式を762mm軌間に改造したものである。この時点で、ボイラーは載せ替えられ、側水槽も背が高く短いものに交換されていたが、紛れもなく、本形式の後身であった。また、1971年（昭和46年）には番号不明の0-8-0型タンク機の廃車体が、車路墘糖廠で発見されており、これも本形式の後身と推定されている。

## 主要諸元
- 全長 : 7,747mm
- 全高 : 3,029mm
- 全幅 : 2,362mm
- 軌間 : 1,067mm
- 車軸配置 : 0-8-0(D)
- 動輪直径 : 775mm
- 弁装置 : ワルシャート式
- シリンダー（直径×行程） : 279mm×406mm
- ボイラー圧力 : 12.0kg/cm²
- 火格子面積 : 0.86m²
- 伝熱面積 : 46.92m²[3]
- 煙管蒸発伝熱面積 : 43.11m²[4]
- 火室蒸発伝熱面積 : 3.81m²
- 小煙管（直径×長サ×数） : 51mm×3,200mm×85本[5]
- 機関車運転整備重量 : 22.64t
- 機関車空車重量 : 17.78t
- 機関車動輪上重量（運転整備時） : 22.64t
- 水タンク容量 : 2.96m³
- 燃料積載量 : 0.45t
- ブレーキ装置 : 蒸気ブレーキ、手用ブレーキ
- シリンダ引張力 :（0.85P） 4,160kg[6]